# Ганоцкий, Леонид Александрович
Леонид Александрович Ганоцкий (1921—2000) — советский работник строительной отрасли, экскаваторщик, Герой Социалистического Труда.

## Биография
Родился 5 мая 1921 года в селе Займо-Обрыв, ныне Азовского района Ростовской области.
С 1940 года служил в Красной армии, был участником Великой Отечественной войны, командир отделения 326-го стрелкового полка 21-й стрелковой дивизии Карельского фронта, сержант. Освобождал Румынию, закончил войну в Австрии. Был награждён знаком «Отличник разведки».
С 1949 года работал бригадиром экипажа экскаватора в передвижной механизированной колонне № 6 «Главдонводстроя» в городе Батайск Ростовской области, созданной решением Ростовского облисполкома для производства мелиоративных работ. Принимал участие в строительстве многих оросительных систем Ростовской области: Азовской, Нижне-Донской, Багаево-Садковской, Манычской. На строительстве первой очереди Азовского магистрального канала в ПМК-6 по его инициативе впервые в нашей стране в 1959 году был внедрён метод круглосуточной работы экскаваторов по скользящему графику. Такой метод четырёхсменной укомплектованности экипажа часто называли методом Ганоцкого и он распространялся не только в мелиоративных организациях области, но и во всей стране.
В 1968 году звено Ганоцкого достигло самой высокой выработки — 533 тысячи кубометров грунта. Задание девятой пятилетки бригада выполнила на 161,4 процента. В июне 1970 года Минводхоз СССР, ЦК профсоюза и Центр научной организации труда провели на базе «Главдонводстроя» Всесоюзную школу передового опыта круглосуточной работы экскаватора при четырёхсменной укомплектованности.
Был членом КПСС и делегатом XXIV съезда КПСС (1971). В начале 1980-х годов вышел на пенсию, жил в Батайске. Умер 8 августа 2000 года.
В июне 2006 года в Батайске установлен бюст Герою Социалистического Труда — Л. А. Ганоцкому (около городского музея, скульптор — А. А. Скнарин).

## Награды
- Указом Президиума Верховного Совета СССР от 8 апреля 1971 года за выдающиеся успехи, достигнутые в развитии сельскохозяйственного производства и выполнении пятилетнего плана продажи государству продуктов земледелия, Ганоцкому Леониду Александровичу присвоено звание Героя Социалистического Труда с вручением ордена Ленина и золотой медали «Серп и Молот».
- Награждён двумя орденами Ленина (1966, 1971), орденами Отечественной войны 2-й степени (11.03.1985), Славы 2-й и 3-й степеней, а также медалями, в том числе «За трудовую доблесть» (1954).
- Заслуженный строитель РСФСР.
- Почётный гражданин города Батайск (7.04.1982).[3]